# Vi er Danmark
|  | Denne artikel er oprettet af botten PalnaBot ud fra en ekstern database. Den kan derfor have sproglige fejl eller mangler. Denne skabelon kan fjernes efter kontrol af indholdet. |

Vi er Danmark er en dokumentarfilm fra 1996 instrueret af João Penaguião og Jacob Jørgensen efter deres eget manuskript.

## Handling
En Danmarksfilm, der præsenterer landet, dets kultur og befolkning, traditioner og holdninger, med lethed og humor. Landet, hvor Dronningen har en plads i demokratiet, hvor der skal remoulade på en fiskefilet, hvor kvinder kan gifte sig med kvinder, og en mand kan blive jordemor. Og selvfølgelig: Vejret. Hvordan ser vi os selv? Hvordan ser "de andre" os? Findes også i engelsk version med titlen »This is Denmark«.